# Салвадор на Светском првенству у атлетици на отвореном 2023.
Салвадор је учествовао на 19. Светском првенству у атлетици на отвореном 2023. одржаном у Будимпешти од 19. до 27. августа деветнаести пут, односно, учествовао је на свим првенствима до данас. Репрезентацију Салвадора представљао је 1 такмичар који се такмичио у трци на 400 метара са препанама.,
На овом првенству такмичар Салвадора није освојио ниједну медаљу, нити је постигао неки резултат.

## Учесници
Мушкарци: 
- Пабло Андрес Ибањез Гевара — 400 м препоне

## Резултати

### Мушкарци
| Атлетичар                  | Дисциплина    | Лични рекорд | Квалификације | Квалификације | Полуфинале           | Полуфинале           | Финале               | Финале       | Детаљи |
| Атлетичар                  | Дисциплина    | Лични рекорд | Резултат      | Место         | Резултат             | Место                | Резултат             | Место        | Детаљи |
| -------------------------- | ------------- | ------------ | ------------- | ------------- | -------------------- | -------------------- | -------------------- | ------------ | ------ |
| Пабло Андрес Ибањез Гевара | 400 м препоне | 48,56 НР     | 50,01         | 6. у гр. 3    | Није се квалификовао | Није се квалификовао | Није се квалификовао | 32 / 41 (43) |        |